# Павленко, Владислав Витальевич
Владисла́в Вита́льевич Павле́нко (укр. Владислав Віталійович Павленко; род. 5 апреля 1994, Никополь, Днепропетровская область) — украинский футболист, полузащитник

## Биография

### Клубная карьера
Начал заниматься футболом в первом классе в 7 лет. С 2006 года по 2008 год выступал за молодёжную команду «Никополь-98» в чемпионате Днепропетровской области. На одном из турниров в городе Комсомольск, он вместе с командой стал победителем соревнования. В финальном матче он забил гол и удостоился званий «Лучший игрок» и «Приз зрительских симпатий». Затем, с 2010 года по 2011 года выступал за днепропетровское училище физической культуры (УФК) в детско-юношеской футбольной лиге Украины.
В июле 2011 года перешёл в симферопольскую «Таврию», взяв 17 номер. 18 июня 2011 года тогдашний главный тренер «Таврии» Семён Альтман доверил Павленко сыграть в товарищеском матче против «Оболони» (0:0), он вышел на 70 минуте, вместо Кевина Кпакора, который находился на просмотре. 8 июля 2011 года дебютировал в молодёжном первенстве Украины, в 1-м туре сезона 2011/12 в домашнем матче против луганской «Зари» (0:3), Павленко вышел на 61 минуте вместо Михаила Баринова. В августе 2011 года он был некоторое время травмирован. В январе 2012 года вместе с дублем «Таврии», участвовал в товарищеском турнире — «Крымский подснежник». После того, как Пьер-Андре Шурман возглавил молодёжный состав «Таврии», Павленко назвал самым лучшим тренером с которым он работал, Владислав отмечал в его работе — тактику на контроль и удержание мяча.
В апреле 2012 года продлил контракт с «Таврией» на два года. По итогам сезона 2011/12 сыграл в молодёжном первенстве в 25 матчах и получил 2 жёлтые карточки, став вторым после Дмитрия Матвиенко по количеству проведённых игр в этом сезоне.
В октябре 2012 года вместе с дублем стал победителем мини-турнира на призы бывших игроков «Таврии», Виктора Орлова и Игоря Волкова, турнир прошёл в Саках.
Главный тренер «Таврии» Олег Лужный вызвал Павленко на сборы вместе с основной командой в Турции зимой 2013 года, где он хорошо себя зарекомендовал. В 2013 году Павленко взял себе 21 номер на футболке. Вызов в основную команду прежде всего был связан с запретом ФИФА на осуществления трансферов «Таврии». Эта же проблема, а также то, что некоторые игроки были травмированы поспособствовала и дебюту Владислава в Премьер-лиги Украины, 3 марта 2013 года в домашнем матче против львовских «Карпат» (0:2), Павленко начал игру в основном составе, а на 51 минуте был заменён на Юрия Габовду. Дебютировав в составе «Таврии» он стал 301-м игроком в составе команды, который сыграл в чемпионате Украины.
В следующем, выездном матче 9 марта против запорожского «Металлурга» (0:1), Павленко также вышел в основе, но был заменён на Марко Не на 65 минуте. 21 апреля Олег Лужный впервые доверил Павленко сыграть без замен в чемпионате в домашнем матче против луцкой «Волыни» (3:0), в котором Павленко на 81 минуте получил жёлтую карточку.
25 февраля 2015 года перешёл в клуб «Витебск», который покинул в январе 2016 года.
3 августа 2016 года вместите из Андрем Деркачом перешёл в клуб в узбекский «Машъал».
В начале 2019 года перешёл в киргизский клуб «Алга». Был признан лучшим игроком в одном из туров чемпионата Кыргызстана. Летом того же года вернулся на Украину и присоединился к клубу второй лиги «Ужгород».

### Карьера в сборной
Впервые в юношескую сборную Украины до 19 лет был вызван главным тренером команды Юрием Морозом на Мемориал Стевана Вилотича, который состоялся в сентябре 2012 года в сербском городе Суботица. В составе сборной он дебютировал 7 сентября в матче против Черногории (0:1), Павленко начал игру в стартовом составе, а на 86 минуте был заменён на Дениса Притиковского. На следующий день, 8 сентября в матче против Израиля (4:4), Павленко отыграл всю игру. Матч закончился вничью, после чего была проведена серия пенальти в которой победили израильтяне (3:5). В матче за 3 место, Украина уступила Венгрии (0:2), Павленко остался в этой встречи остался на скамейке запасных. 20 сентября сыграл в Минске в товарищеской игре против Белоруссии (0:1), выйдя в стартовом составе и отыграв до 65 минуте, после того, как был заменён на Дмитрия Мишнова.
В конце сентября 2012 года Павленко также был вызван на квалификационный раунд к чемпионату Европы 2013 для юношей до 19 лет. В первом матче против Фарерских островов Украина добилась разгромного результата (0:6), Павленко на 28 минуте забил второй мяч украинцев в ворота Эли Лейфссона. В следующая игра против Эстонии также завершилась победой (0:2), Павленко отыграл до 79 минуты, когда был заменён на Мишнова. В последней игре против Англии (1:1), Павленко вышел на 78 минуте, вместо Амбросия Чачуа, на 88 минуте он забил первый гол в игре в ворота Джордана Пикфорда, но в дополнительное время на 4-й добавленной минуте Халлам Хоуп сравнял счёт. В итоге Украина в своей группе заняла 2 место набрав 7 очков и лишь по разнице забитых и пропущенных голов уступила Англии (на один забитый мяч). Это позволило Украине пройти дальше, в элитный раунд.